# 秋江街道
秋江街道，是中华人民共和国安徽省池州市贵池区下辖的一个乡镇级行政单位。

## 行政区划
秋江街道下辖以下地区：
阮桥社区、高脊岭社区、梅里社区、民生村、普庆村、驻驾村、幸福村、莲台村、谷塘村、东埂村、三联村、同心村、万宝村和新河村。